# Kakinte
Los kakinte constituyen uno de los pueblos indígenas cuya lengua forma parte de la familia lingüística Arawak. Según la historia oral de los kakinte, se dice que el pueblo desciende de un hombre que vino “de las grandes extensiones de agua” y se casó con una mujer ashaninka.
El pueblo kakinte habita principalmente en los departamentos de Cusco y Junín. Según datos obtenidos por el Ministerio de Cultura, la población de las comunidades del pueblo kakinte se estima en 620 personas.

## Historia
Si bien es escasa la información etnográfica sobre el pueblo indígena kakinte, se sabe que este pueblo fue considerado como un segmento de una unidad étnica más amplia al que se denominó kakinte y que incluye a pueblos indígenas como los asheninka, y los nomatsigenga (Santos y Barclay 2005). Además, se sabe que hasta inicios del siglo XIX el pueblo kakinte se encontraba en situación de aislamiento y, durante la década de 1970, se consideraba como pueblo en “contacto esporádico” (Ribeiro y Wise 1978).
Como muchos de los pueblos indígenas de la Amazonía, los kakinte vivían en pequeños grupos familiares, formando clanes. En varias oportunidades habrían intentado formar una sola comunidad, viendo frustrado su intento debido a la expansión de enfermedades y a enfrentamientos con grupos vecinos (ILV 2006).
En la década de 1970 se produjeron migraciones hacia la zona del Urubamba. Los kakinte asentados en la comunidad de Tsoroja, ubicada en el río Tambo, se trasladaron hacia el Urubamba conformando la comunidad de Kitempapani. El motivo de la migración fue el conflicto entre clanes y la presión demográfica sobre el territorio. Del grupo original, una parte habría migrado hacia Taini y otro grupo habría regresado a su zona de origen (Ministerio de Agricultura – INRENA 2002). Luego del establecimiento de la comunidad de Kitempapani, en la década de 1970, el Instituto Lingüístico de Verano empezó a estudiar la lengua kakinte (ILV 2006).
Al igual que los demás pueblos indígenas que se ubican en la Selva Central, los kakinte fueron gravemente afectados por el conflicto armado interno de las décadas de los ochenta y noventa (INEI 2007) por el Sendero Luminoso en parte de la región de Junín la comunidad  nativa de Tsoroja, pero ellos se armaron y sobrevivieron en los dos ataques del terrorismo mientras en la región Cusco los Kakintes que se encontraban en las cabeceras del río Ayeni, Tsoyeni y Sensa no fueron afectados por el terrorismo. La comunidad  de tsoroja y el anexo de corinto sobrevivieron por el desastroso y bárbaro de los terroristas dicen que no le han podido vencer por una razón, porque ellos son los conocedores e inteligentes de atacar a sus propios enemigos por lo que los terroristas se fueron exterminados en la época de los 90  así quedar las comunidades de los caquintes ser libres sin ataques. Los caquintes no son guerreros pero son más inteligentes y estrategas de  derribar a los enemigos que enfrentan. Los kakintes son liberales pero trabajan unidos en familias y en clanes. Pero no conjunto en general pero cuando sucede de exterminio de cualquier enemigo. Los kakinte son te tomas de deciones es decir la vida se decide de nuestro propio destino... son decidos SI o NO uno de los dos el bien y el mal... el mal el caquinte lo considera como algo el error humano por ser bárbaro de la sociedad. El bien el caquiente lo considera la inteligencia, sabiduría, la alegría, el amor, la responsabilidad y otros valores. La cultura de kakinte resalta los valores ser bueno y no el malo. Los kakinte tienen bastantes mitos, leyendas, cuentos, historias, literatura, inspiraciones, música, danzas y curaciones de plantas medicinales desde los ancestrales hasta hoy se dice que los caquintes siguen perseverando en sus corazones a través de tradiciones orales y escritos en los libros de MED.

## Instituciones sociales, económicas y políticas
Si bien hoy los kakinte han incursionado en otras actividades económicas, han dependido históricamente de una agricultura de subsistencia, de la caza y de la pesca. Mientras la caza es practicada por los hombres y de forma individual, la pesca es, para los kakinte, una actividad un tanto individual como colectiva, en la que pueden participar también mujeres y niños (Ribeiro y Wise 1978).
Dentro de las actividades tradicionales masculinas está la elaboración de arcos y flechas y la construcción de viviendas con corteza y techo de palmera. Por su parte, las mujeres kakinte se ocupan tradicionalmente del hogar y de los hijos. Ellas ayudan durante el tiempo de cosecha, algunas hilan algodón y confeccionan ropa para su familia, otras elaboran vasijas de barro y esteras que sirven a las familias para sentarse y dormir (ILV 2006).los kakinte utilizaban la famosa el TRUEQUE FAMILIAR solo en sus familias paternal y fraternal.

## Creencias y prácticas ancestrales
Los primeros kakinte producían una tela rústica que empleaban como abrigo durante las noches, a partir de cortezas de árbol. Posteriormente adoptaron la cushma, indumentaria tradicional de algodón tejida a mano, similar a las que se usan en los grupos vecinos, como los asháninka (ILV 2006).
De acuerdo a la tradición kakinte, la niña que llega a la pubertad debe permanecer dentro de una choza construida dentro de la casa familiar, entre uno y tres meses con el fin de preparase para el matrimonio. Dentro de la choza, la mujer hila algodón para la elaboración de su primera vestimenta típica denominada cushma, que por lo general está destinada a su padre, sin que se le permita ser vista por ningún hombre. Asimismo, le afeitan la cabeza y la alimentan con mucha comida para que engorde y se vea atractiva para el matrimonio (ILV 2006).
Preguntemos quienes son realmente los kakinte según la leyenda y la mitología de los pueblos kakintes es fecundado por los dioses de agua y luego transformado en la tierra. Según el cuento que los antiguos kakintes tuvieron una relación dentro de las profundidades del agua por ejemplo en el cuento un hombre kakinte se encontraba triste y solo sin tener pareja un día decidió casarse con una sirena la más bella del mundo pero no podía luego un sabio de las creencias les dijo que se va pescar con anzuelo a pescar y el primer pescado que coja le introdujera una piedra por la boquita y decir una cuantas palabras: ¡dile a tu madre de las aguas la sirena que yo quiero estar con ella!... y luego el hombre lo soltó el pescado se fue avisar a su madre; la sirena a media noche las aguas del río se enfureció pareciera que los ríos se creciera y el joven teniendo miedo porque nunca había visto... luego salió la sirena una hermosa rubia blancona que tenían ojos azules... luego se interrogó al hombre le dijo: ¿que querías de mí? el hombre le respondió quería casarme contigo y me puedes llevar y vivir juntos contigo porque no tengo mujer... la sirena de ojos azules le aceptó y le llevó a pasear en las profundidades del agua y luego enseñarle la forma de vivir y dice que allí empezó a conocer todos lo que es el comercio y relacionarse por el intercambio la llamada famosa el trueque... y se cuentan que joven perdió años y años dentro del agua y luego salió de la profundidades a traer cosas de valor como el hacha, machete, armas y todos de prenda de vestir... y así contó el joven como es el agua... se dice que todo el pescado que comemos son gente y gobernado el famoso KEATSI, TOS LOS ESPECIES DE PECES SEAN DEL AGUA SON GENTES... ESTE LEYANDA SIGUE...